# Alfredo Majorano
Alfredo Majorano Nunziato (Taranto, 22 dicembre 1902 – Taranto, 28 giugno 1984) è stato un commediografo ed etnologo italiano.

## Biografia
Ebbe come primo cognome quello della madre, cioè Nunziato, ma fu affidato piccolissimo alla famiglia De Bartolomeo nella città vecchia, in una casa modesta in vico 2° Statte. Qui vi rimase fino alla età di dodici anni. Crebbe in un ambiente che lo coprì d'affetto nonostante le ristrettezze economiche. Di quegli anni, tristi e felici insieme, il Majorano portò come ricordo indelebile quello della città vecchia. Ritornò a vivere con la vera madre ed il padre al Borgo, in via Acclavio. Le sensazioni, i sentimenti, il dolore che egli provò in quegli anni di abbandono si potranno trovare leggendo il testo teatrale: ’U figghie d'a Madonne , la commedia a cui l'autore si sentiva particolarmente legato per l'evidente autobiografismo. Con il ritorno alla sua famiglia d'origine, riprese gli studi secondari, conseguì la licenza della Scuola Tecnica. 
Majorano non riusciva comunque a tollerare il problema della legittimazione da parte del padre, per questo decise di dare un taglio netto con la famiglia e volle allontanarsi ancora una volta da questa partendo per l'Africa. Così facendo lasciò Taranto, i genitori e quella ragazza che aveva conosciuto negli anni della scuola e a cui si era legato sentimentalmente. Le preghiere della madre, i continui appelli che questa gli inviava, lo indussero a fare ritorno a Taranto, desistendo dal tentativo di raggiungere Gabriele D'Annunzio a Fiume. Dopo un lungo fidanzamento, durato sette anni, nel 1929 convolò a nozze con Elena, la ragazza della scuola. In questi anni s'inserisce nell'ambiente culturale locale e inizia una collaborazione con la rivista cittadina Vedetta jonica come correttore di bozze. Aderì al fascismo come tanti uomini di cultura in quel periodo. 
Negli anni trenta furono importanti per lui l'assunzione all'Arsenale Militare Marittimo di Taranto e la sospirata legittimazione da parte del padre nei confronti della mamma, signora Nunziato e del figlio Alfredo che finalmente può sostituire il cognome materno con quello di Majorano. Negli anni seguenti abbandona il posto di lavoro in arsenale per occuparsi interamente della conduzione della proprietà agricola del padre in Lizzano, paesino della provincia. Nel 1977 farà definitivamente ritorno a Taranto. 
Alfredo Majorano, si è sempre dedicato con costanza e passione al recupero degli oggetti, della memoria, della lingua, e delle tradizioni cittadine, che provvederà a far conoscere con pubblicazioni, specie nelle terze pagine di quotidiani e riviste. Organizzerà mostre e convegni, e da qui che nascerà l'idea ed il progetto del Museo etnografico Alfredo Majorano a lui dedicato.

## La sua opera più nota:'A Sanda moneche
Atto Unico.
Scene popolaresche tarantine.
Atto unico dialettale che fu rappresentato la prima volta al teatro Orfeo di Taranto la mattina dell'11 maggio 1947, in occasione della Prima Sagra della poesia Dialettale Tarantina istituita ed organizzata dalla “Sezione Tarantina Emilio Consiglio” del Centro Nazionale di Studi Dialettali.

### Interpreti
- Signora Angela Casavola
- Signorina Pina Casavola
- Signorina Maria Petrosillo
- Signori Giuseppe Semeraro
- Edmondo d'Auria
- Marco Murianni

### Ambientazione
L'azione si svolge a Taranto Vecchia e la scena, tratta dal vero, deve rappresentare un vicolo, o un largo o una postierla. Balconi con panni stesi, nasse ed altri arnesi marinareschi.
Per la scena di questo atto unico fu dipinta, dal pittore Mario d'Amicis, la Postierla Via Nuova, ampia e lunga gradinata medievale che da via Duomo conduce alla popolarissima ed angusta Via di Mezzo.

## Opere

### Teatro
- Vigilia d'amore, commedia in tre atti, 1927
- I Lupi, dramma campestre, 1928

- Zazareddere, scenette in vernacolo, 1930

- 'A Sanda moneche, scene popolaresche tarantine, 1947

- Ti porterà fortuna, commedia in tre atti in lingua, 1938
- Acqua di maggio, commedia in un atto, in lingua, 1939
- Il nome del mondo, commedia in tre atti, 1939, inedita
- Con gli occhi verso l'alba, 1940
- Rusine 'a balène, commedia in tre atti, 1951, inedita
- 'U figghie d'a Madonne, scene popolari in due atti, 1955
- 'U fuèche sott'a cènere, commedia in tre atti, 1956
- 'U quadre de ze Cicce, commedia in tre atti, 1969, inedita
- L'àrvule senza frutte, dramma in tre atti, 1973

- Tutt'a pposte, commedia dialettale in due atti, 1982, mai rappresentata
- 'A trucchelesciate de fratelle Spiridione, commedia in due atti, 1983

### Canti popolari e tradizioni
- Canti popolari tarantini, contributo agli studi folkloristici, arte della stampa, Taranto 1932.
- Tradizioni natalizie e pasquali contributo agli studi Folkloristici, ed librario Salvatore Mazzolino, 1936.
- Tradizioni e canti popolari a Taranto e nei paesi di area tarantina, a cura di Antonio Basile, Salvatore Fischetti e Temistocle Scalinci, Manduria, Lacaita editore, 1989.
- “Radici di Taranto. Itinerari di arte, folclore, ritualità, religiosità, lavoro e cultura popolare nella raccolta di Alfredo Majorano" catalogo della mostra fotografica, fotografie di Ciro De Vincentis, testi di Antonio Basile e Salvatore Fischetti, Manduria, Tiemme - Industria grafica, 1990. (Vedi la copertina del catalogo e il servizio televisivo sulla mostra, al seguente link:  Mostra "RADICI DI TARANTO").